# Joeniar Arief
Joeniar Arief (n. Bandung; 18 de junio de 1975), es un cantante indonesio. Interpreta los géneros musicales como el soul, R&B, jazz, su carrera musical empezó a partir del 2008. Se hizo conocer como cantante, tras lanzar su primer corte musical de éxito titulado "Terlambat". Formó parte de una banda musical llamada Tofu.

## Discografía

### Con Tofu
- Tofu (2001)
- Dua (2003)
- Dua (Neoformation) (2004)
- The Best of Tofu: Playlist (2006)

### Como solista
- Sesungguhnya (2008)
- Melayang Tinggi (2010)